# Ahmed al-Mirghani
Ahmed Ali al-Mirghani (16. srpna 1941 – 2. listopadu 2008) byl súdánský politik, prezident Súdánu v letech 1986–1989.
Vystudoval ekonomii na University of London. Byl prezidentem súdánské centrální banky a velvyslancem v Káhiře. Prezidentem byl zvolen v dosud posledních demokratických súdánských volbách roku 1986. Roku 1989 byl svržen pučem Umara al-Bašíra. Poté odešel do exilu v Egyptě. Krátce před smrtí se vrátil do Súdánu, aby se angažoval v boji proti válce v Darfúru. Stal se přitom předsedou Demokratické unionistické strany.